# حب المراهقين
حب المراهقين (باليابانية: ティーンズラブ) ، المعروف أيضًا باسم بإختصار بأسم تي إل TL ، هو نوع من الخيال الشبقي في اليابان تم إنشاؤه بواسطة النساء وتسويقه تجاههن. تظهر الموضوعات التي تتناول حب المراهقين في وسائل الإعلام المتنوعة ، بما في ذلك الأنمي  والمانجا  والروايات الخفيفة . يحتوي محتوى حب المراهقين على مجموعة سكانية أساسية من النساء في سن المراهقة الأكبر سنًا إلى البالغين.

## الموضوعات
يتميز موضوعات حب المراهقين بالرومانسية التي تصور الحب والجنس كمرادفين.  تركز القصة عادة على بطلة الرواية. إنه يختلف عن نوع كاريكاتير السيدات في أن الكوميديا النسائية تميل إلى أن تكون درامية وتتضمن عناصر القصة المظلمة مثل الاغتصاب وسفاح القربى إنيو كوساي (العلاقات القائمة على الجنس التجاري) ؛ في حين أن أعمال الحب للمراهقين الأوائل كانت تتألف من عناصر مماثلة ، فإن القصص الحديثة عادة ما تتجنب تلك المواضيع.  يتم أيضًا تسويق محتوى الحب الخاص بالمراهقين للجمهور الأصغر سنًا.  في عام 2007 ، أعلنت حكومة محافظة أوساكا عن العديد من مجلات المانجا التي تحتوي على محتوى حب للمراهقين «ضارة بالشباب» وتم منع بيعها للأشخاص الذين تقل أعمارهم عن 18 عامًا بسبب ما تحتويه علي محتوي جنسي صريح . 

## وسائط

### مجلة

#### يتم نشر المجلات حاليًا
- ريناي لوف ماكس (1999-)
- ريناي هاكوشو باستيل (1985-)
- هارومني رومانس
  - هارموني رومانس زوكان
  - هارموني رومانس أكس دي
  - هارموني روز
  - هارموني برينس
- يونغ لوف كوميك آيا (2004-)
  - اني آيا （2015-)
  - لو نويل 2017-)
- زيتاي ريناي سويت (2001-)
  - بيساتسو هارلكوين (2009-)
  - زوكان هارلكوين (2010-)
- هارلي كوين أورجينال
- أوتومي دولتشي (2017-)

### مانجا

#### يتم نشر التسمية حاليًا
- كلير تي إل كوميك